# Rivière au Fusil
Rivière au Fusil är ett vattendrag i Kanada.   Det ligger i provinsen Québec, i den östra delen av landet, 1 000 km öster om huvudstaden Ottawa.
I omgivningarna runt Rivière au Fusil växer i huvudsak barrskog. Trakten runt Rivière au Fusil är nära nog obefolkad, med mindre än två invånare per kvadratkilometer.